# Nava (Messico)
Nava è un comune del Messico, situato nello stato di Coahuila.